# Natação nos Jogos Olímpicos de Verão de 2020 - 100 m peito masculino
A competição dos 100 m peito masculino da natação nos Jogos Olímpicos de Verão de 2020 foi disputada entre 24 e 26 de julho de 2021 no Centro Aquático, em Tóquio. Um total de 49 nadadores de 38 Comitês Olímpicos Nacionais (CON) participaram do evento.

## Qualificação
O tempo de qualificação olímpica ao evento foi de 59.93 segundos. Até dois nadadores por Comitê Olímpico Nacional (CON) poderiam se qualificar automaticamente nadando naquele tempo em um evento de qualificação aprovado. Por sua vez, o tempo de seleção olímpica foi de 1min01s73. Até um nadador por CON estaria elegível para a qualificação com esse tempo com sua entrada classificada em um ranking até que o número de participantes fosse atingido. CONs sem um nadador qualificado em qualquer evento poderiam obter seus lugares através das vagas de universalidade.

## Formato
A competição consiste em três rodadas: preliminares, semifinais e final. Os nadadores com os 16 melhores tempos nas baterias preliminares avançam as semifinais. Já os nadadores com os 8 melhores tempos nas semifinais avançam a final. Desempates (swim-offs) são utilizados conforme necessário para quebrar os empates de avanço a próxima rodada.

## Calendário
Horário local (UTC+9)
| Data                | Horário | Fase         |
| ------------------- | ------- | ------------ |
| 24 de julho de 2021 | 20:25   | Preliminares |
| 25 de julho de 2021 | 11:30   | Semifinais   |
| 26 de julho de 2021 | 11:10   | Final        |

## Medalhistas
| Ouro   | GBR Adam Peaty         |
| Prata  | NED Arno Kamminga      |
| Bronze | ITA Nicolò Martinenghi |

## Recordes
Antes desta competição, os recordes mundiais e olímpicos da prova eram os seguintes:
| Tipo | Atleta     | Tempo | Local          | Data                |
| ---- | ---------- | ----- | -------------- | ------------------- |
|      | Adam Peaty | 56.88 | Gwangju        | 21 de julho de 2019 |
|      | Adam Peaty | 57.13 | Rio de Janeiro | 7 de agosto de 2016 |

## Resultados

### Preliminares
Os nadadores com as 16 primeiras colocações, independente da bateria, avançam as semifinais.
| Pos. | Bateria | Raia | Nadador                 | CON                          | Tempo   | Notas            |
| ---- | ------- | ---- | ----------------------- | ---------------------------- | ------- | ---------------- |
| 1    | 7       | 4    | Adam Peaty              | GBR Grã-Bretanha             | 57.56   | Q                |
| 2    | 6       | 4    | Arno Kamminga           | NED Países Baixos            | 57.80   | Q,               |
| 3    | 5       | 4    | Michael Andrew          | USA Estados Unidos           | 58.62   | Q                |
| 4    | 7       | 5    | Nicolò Martinenghi      | ITA Itália                   | 58.68   | Q                |
| 5    | 7       | 3    | Yan Zibei               | CHN China                    | 58.75   | Q                |
| 6    | 5       | 5    | James Wilby             | GBR Grã-Bretanha             | 58.99   | Q                |
| 7    | 6       | 3    | Andrew Wilson           | USA Estados Unidos           | 59.03   | Q                |
| 8    | 7       | 8    | Felipe Lima             | BRA Brasil                   | 59.17   | Q                |
| 9    | 6       | 5    | Ilya Shymanovich        | BLR Bielorrússia             | 59.33   | Q                |
| 9    | 7       | 1    | Federico Poggio         | ITA Itália                   | 59.33   | Q                |
| 11   | 5       | 1    | Lucas Matzerath         | GER Alemanha                 | 59.40   | Q                |
| 11   | 6       | 8    | Ryuya Mura              | JPN Japão                    | 59.40   | Q                |
| 13   | 5       | 7    | Andrius Šidlauskas      | LTU Lituânia                 | 59.46   | Q                |
| 14   | 6       | 6    | Fabian Schwingenschlögl | GER Alemanha                 | 59.49   | Q                |
| 15   | 5       | 3    | Anton Chupkov           | ROC                          | 59.55   | Q                |
| 16   | 7       | 2    | Kirill Prigoda          | ROC                          | 59.68   | Q                |
| 17   | 5       | 6    | Dmitriy Balandin        | KAZ Cazaquistão              | 59.75   |                  |
| 18   | 6       | 7    | Berkay Ömer Öğretir     | TUR Turquia                  | 59.82   |                  |
| 19   | 7       | 6    | Emre Sakçı              | TUR Turquia                  | 59.87   |                  |
| 20   | 4       | 5    | Cho Sung-jae            | KOR Coreia do Sul            | 59.99   |                  |
| 21   | 3       | 5    | Matti Mattsson          | FIN Finlândia                | 1:00.02 |                  |
| 22   | 6       | 2    | Matthew Wilson          | AUS Austrália                | 1:00.03 |                  |
| 23   | 7       | 7    | Shoma Sato              | JPN Japão                    | 1:00.04 |                  |
| 24   | 4       | 3    | Zac Stubblety-Cook      | AUS Austrália                | 1:00.05 |                  |
| 25   | 5       | 8    | Caspar Corbeau          | NED Países Baixos            | 1:00.13 |                  |
| 26   | 6       | 1    | Čaba Silađi             | SRB Sérvia                   | 1:00.19 |                  |
| 27   | 4       | 1    | Denis Petrashov         | KGZ Quirguistão              | 1:00.23 |                  |
| 28   | 2       | 4    | Jérémy Desplanches      | SUI Suíça                    | 1:00.29 | Recorde nacional |
| 29   | 4       | 2    | Darragh Greene          | IRL Irlanda                  | 1:00.30 |                  |
| 30   | 3       | 4    | Bernhard Reitshammer    | AUT Áustria                  | 1:00.41 |                  |
| 31   | 3       | 7    | Jorge Murillo           | COL Colômbia                 | 1:00.62 |                  |
| 32   | 3       | 2    | Lyubomir Epitropov      | BUL Bulgária                 | 1:00.71 |                  |
| 33   | 4       | 7    | Théo Bussière           | FRA França                   | 1:00.75 |                  |
| 34   | 4       | 6    | Caio Pumputis           | BRA Brasil                   | 1:00.76 |                  |
| 35   | 3       | 6    | André Grindheim         | NOR Noruega                  | 1:00.86 |                  |
| 36   | 4       | 8    | Giedrius Titenis        | LTU Lituânia                 | 1:00.92 |                  |
| 37   | 4       | 4    | Michael Houlie          | RSA África do Sul            | 1:01.22 |                  |
| 38   | 3       | 3    | Gabe Mastromatteo       | CAN Canadá                   | 1:01.56 |                  |
| 39   | 3       | 1    | Josué Domínguez         | DOM República Dominicana     | 1:01.86 |                  |
| 40   | 3       | 8    | Izaak Bastian           | BAH Bahamas                  | 1:01.87 |                  |
| 41   | 2       | 6    | Amro Al-Wir             | JOR Jordânia                 | 1:02.17 | Recorde nacional |
| 42   | 2       | 3    | Adriel Sanes            | ISV Ilhas Virgens Americanas | 1:02.43 |                  |
| 43   | 2       | 5    | Julio Horrego           | HON Honduras                 | 1:02.45 |                  |
| 44   | 2       | 2    | Sebastien Kouma         | MLI Mali                     | 1:02.84 | Recorde nacional |
| 45   | 2       | 7    | Abobakr Abass           | SUD Sudão                    | 1:04.46 |                  |
| 46   | 1       | 4    | Micah Masei             | ASA Samoa Americana          | 1:04.93 |                  |
| 47   | 1       | 3    | Muhammad Isa Ahmad      | BRU Brunei                   | 1:08.65 |                  |
| 48   | 1       | 5    | Amini Fonua             | TGA Tonga                    | DSQ     |                  |
| 48   | 5       | 2    | Tobias Bjerg            | DEN Dinamarca                | DSQ     |                  |

### Semifinais
Os nadadores com as 8 primeiras colocações, independente da bateria, avançam a final.
| Pos. | Bateria | Raia | Nadador                 | CON                | Tempo | Notas |
| ---- | ------- | ---- | ----------------------- | ------------------ | ----- | ----- |
| 1    | 2       | 4    | Adam Peaty              | GBR Grã-Bretanha   | 57.63 | Q     |
| 2    | 1       | 4    | Arno Kamminga           | NED Países Baixos  | 58.19 | Q     |
| 3    | 1       | 5    | Nicolò Martinenghi      | ITA Itália         | 58.28 | Q,    |
| 4    | 2       | 3    | Yan Zibei               | CHN China          | 58.72 | Q     |
| 5    | 2       | 5    | Michael Andrew          | USA Estados Unidos | 58.99 | Q     |
| 6    | 1       | 3    | James Wilby             | GBR Grã-Bretanha   | 59.00 | Q     |
| 7    | 2       | 2    | Ilya Shymanovich        | BLR Bielorrússia   | 59.08 | Q     |
| 8    | 2       | 6    | Andrew Wilson           | USA Estados Unidos | 59.18 | Q     |
| 9    | 2       | 7    | Lucas Matzerath         | GER Alemanha       | 59.31 |       |
| 10   | 1       | 1    | Fabian Schwingenschlögl | GER Alemanha       | 59.32 |       |
| 11   | 1       | 8    | Kirill Prigoda          | ROC                | 59.44 |       |
| 12   | 1       | 6    | Felipe Lima             | BRA Brasil         | 59.80 |       |
| 13   | 1       | 7    | Ryuya Mura              | JPN Japão          | 59.82 |       |
| 13   | 2       | 1    | Andrius Šidlauskas      | LTU Lituânia       | 59.82 |       |
| 15   | 1       | 2    | Federico Poggio         | ITA Itália         | 59.91 |       |
| 16   | 2       | 8    | Anton Chupkov           | ROC                | 59.93 |       |

### Final
Os três nadadores mais rápidos na final conquistaram as medalhas.
| Pos. | Raia | Nadador            | CON                | Tempo | Notas |
| ---- | ---- | ------------------ | ------------------ | ----- | ----- |
| 01 ! | 4    | Adam Peaty         | GBR Grã-Bretanha   | 57.37 |       |
| 02 ! | 5    | Arno Kamminga      | NED Países Baixos  | 58.00 |       |
| 03 ! | 3    | Nicolò Martinenghi | ITA Itália         | 58.33 |       |
| 4    | 2    | Michael Andrew     | USA Estados Unidos | 58.84 |       |
| 5    | 7    | James Wilby        | GBR Grã-Bretanha   | 58.96 |       |
| 6    | 6    | Yan Zibei          | CHN China          | 58.99 |       |
| 6    | 8    | Andrew Wilson      | USA Estados Unidos | 58.99 |       |
| 8    | 1    | Ilya Shymanovich   | BLR Bielorrússia   | 59.36 |       |

Legenda
| Recorde mundial      | Recorde mundial (World record)               |                       | Recorde africano                      | Recorde africano (African) |                                           | Q | Classificado por posição (Qualified) |
| Recorde olímpico     | Recorde olímpico (Olympic record)            | Recorde da América    | Recorde da América (Americas)         | q                          | Classificado por melhor tempo (Qualified) |   |                                      |
| Melhor marca do ano  | Melhor marca do ano (World leading)          | Recorde asiático      | Recorde asiático (Asian)              | DNS                        | Não largou (Did not start)                |   |                                      |
| Recorde nacional     | Recorde nacional (National record)           | Recorde europeu       | Recorde europeu (European)            | DNF                        | Não terminou (Did not finish)             |   |                                      |
| Recorde pessoal      | Recorde pessoal do atleta (Personal best)    | Recorde da Oceania    | Recorde da Oceania (Oceania)          | DSQ / DQ                   | Desclassificado (Disqualified)            |   |                                      |
| Recorde da temporada | Recorde da temporada do atleta (Season best) | Recorde sul-americano | Recorde sul-americano (South America) | NM                         | Sem marca (No mark)                       |   |                                      |